# 食生活指針
食生活指針（しょくせいかつししん、英語: Dietary guidelines）とは、どのように食生活を組み立てればいいのかを示した指針である。食生活指針は、栄養士のような専門家でなくても活用できるように策定されている。1980年ごろから、糖尿病などの生活習慣病や、がんや心臓病などの主要な死因に関係する病気と食生活とのつながりが科学的にはっきりしてきたため、そのような病気を予防することも主な目的である。

## 日本
戦後の食糧難を切り抜けることを目的として、静岡県では、1945年（昭和20年）8月15日「食生活指針」を発行している。主食には玄米が推奨され、雑穀や野草など食糧になるものについて言及されている。
戦後、厚生省はアメリカの援助を得て栄養改善運動を進め、おかずの多い欧米風の食生活を普及させたが、その結果生活習慣病の増加の兆候がみられるようになったため、1983年（昭和58年）に農林水産省が日本型食生活を提唱、1985年（昭和60年） 厚生省は、「健康づくりのための食生活指針」を策定する。指針の一部を抜粋する。
- 主食、主菜、副菜をそろえて
- 一日30食品を目標に
- 動物性の脂肪より植物性の油を多めに
- 食塩は一日10グラム以下を目標に
- こころのふれあう楽しい食生活を

カルシウムの摂取源として、乳製品、骨ごと食べられる魚、海藻が挙げられている。また、QOLの向上を指針に入れていることも特徴的だとされる。ただ、「一日30食品を目標に」という指針は実行が難しく過食になりやすいという意見があった。
1990年、厚生労働省によって多目的コホート研究(JPHC Study:Japan Public Health Center-based prospective Study)が開始される。
2000年（平成12年）3月 厚生省、農林水産省、文部省が共同で「食生活指針」を策定する。指針の一部を抜粋する。
- 主食、主菜、副菜を基本に、食事のバランスを。
- ごはんなどの穀類をしっかりと。
- 脂肪のとりすぎをやめ、動物、植物、魚由来の脂肪をバランスよくとりましょう。
- たっぷり野菜と毎日の果物で、ビタミン、ミネラル、食物繊維をとりましょう。
- 牛乳・乳製品、緑黄色野菜、豆類、小魚などで、カルシウムを十分にとりましょう。
- 塩辛い食品を控えめに、食塩は1日10g未満にしましょう。

これには、抽象的で実効性が乏しいという意見がある。また、2000年（平成12年）3月の改定で、「一日30食品を目標に」という指針は削除された。
2000年（平成12年）3月31日 厚生省は「健康日本21」（21世紀における国民健康づくり運動）を10か年計画ではじめる。アメリカの「ヘルシーピープル」などをモデルとしている。食生活についての具体的な目標も含まれることになった。
- 全カロリーの27.1%占めている脂質を、25%以下に減らす。
- 13.5g摂取している塩分を10g以下に減らす。
- 292g食べている野菜を350g以上に増やす。
- 牛乳・乳製品、豆類、緑黄色野菜からのカルシウム摂取量をそれぞれ増やす。
- 多量に飲酒する人を減らす。未成年の飲酒をなくす。

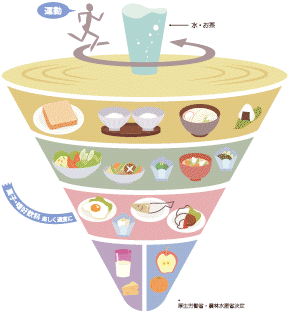
食事バランスガイド

2005年（平成17年）、厚生労働省と農林水産省が共同で「食事バランスガイド」を策定する。「食生活指針」を実践に移すための食事の目安をイラストで示したものである。
2006年（平成18年）2月、厚生労働省は「妊産婦のための食生活指針」と「妊産婦のための食事バランスガイド」を策定する。食事を十分に摂取することや、有害な水銀の蓄積が多い大型魚を食べ過ぎないようにするという注意がある。
2016年に食生活指針は改定された。変更は細部である。

## 世界保健機関の報告
2003年、世界保健機関（WHO）と国連食糧農業機関（FAO）は「食事、栄養と生活習慣病の予防 」(Diet, Nutrition and the Prevention of Chronic Diseases) を報告している。これは、主に肥満、2型糖尿病、心臓病、がん、歯科疾患、骨粗鬆症と食事との関連についての調査である。砂糖業界によるロビー活動は目新しいものではないが、このガイドラインに対しても砂糖を10%未満にするという記述を撤回するよう圧力があった。
| 食物要素                       | 食物要素           | 目標 （総エネルギーに対する%） |
| ------------------------------ | ------------------ | ------------------------------ |
| 総脂肪                         | 総脂肪             | 15-30%                         |
|                                | 飽和脂肪酸         | 10%未満                        |
| 多価不飽和脂肪酸（多価不飽和） | 6-10%              |                                |
| ω-6脂肪酸（多価不飽和）        | 5-8%               |                                |
| ω-3脂肪酸（多価不飽和）        | 1-2%               |                                |
| トランス脂肪酸                 | 1%未満             |                                |
| 一価不飽和脂肪酸               | 差分               |                                |
| 炭水化物                       | 炭水化物           | 55-75%                         |
|                                | 遊離糖類           | 10%未満                        |
| たんぱく質                     | たんぱく質         | 10-15%                         |
| コレステロール                 | コレステロール     | 毎日300mg未満                  |
| 塩分（ナトリウム）             | 塩分（ナトリウム） | 毎日5g未満（毎日2g未満）       |
| 野菜と果物                     | 野菜と果物         | 毎日400g                       |
| 食物繊維の合計                 | 食物繊維の合計     | 食べものから                   |
| 非でんぷん多糖類               | 非でんぷん多糖類   | 食べものから                   |

非でんぷん多糖類を含む、食物繊維は毎日25g以上で、そのいい摂取源は全粒穀物、野菜、果物となる。食物繊維の摂取は肥満、2型糖尿病、心臓病のリスクを下げると考えられている。遊離糖類は、砂糖などの二糖類、単糖類、はちみつ、シロップ、および果汁を含む。ファーストフードやジャンクフードや砂糖の多いソフトドリンクは肥満に関連し、脂肪や砂糖の多い加工食品の傾向がある。ビタミンDとカルシウムが骨粗鬆症のリスクを下げる。
2014年、肥満と虫歯でのシステマティック・レビューを元に、砂糖を5%以下にすることでさらに利益があるという「砂糖のガイドラインの案」を策定した。WHOの一機関である国際がん研究機関(IARC)は、IARC発がん性リスクを発表しており、グループI（発がん性がある）にリストされている食品は、加工肉（消費）、高温で揚げた揚げ物、中国式塩蔵魚、アルコール飲料、グループ2A（おそらく発がん性がある）にリストされている食品は、赤身肉（消費）、65℃以上の非常に熱い飲料がある。

## 世界がん研究基金によるがん予防の勧告
1997年に4500以上の研究を元に、「食べもの、栄養とがん予防」 (Food, Nutrition, and the Prevention of Cancer: A Global Perspective) が報告された。日本では、がん予防14か条、タバコの制限を加えてがん予防15か条として紹介された。
2007年11月1日、世界がん研究基金とアメリカがん研究協会によって7000以上の研究を根拠に「食べもの、栄養、運動とがん予防」が報告されている。
1. 肥満 ゴール：BMIは21-23の範囲に。推薦：標準体重の維持。
2. 運動 推薦：毎日少なくとも30分の運動。
3. 体重を増やす飲食物 推薦:高エネルギーの食べものや砂糖入り飲料やフルーツジュース、ファーストフードの摂取を制限する。飲料として水や茶や無糖コーヒーが推奨される。
4. 植物性食品 ゴール：毎日少なくとも600gの野菜や果物と、少なくとも25グラムの食物繊維を摂取するための精白されていない穀物である全粒穀物と豆を食べる。推奨：毎日400g以上の野菜や果物と、全粒穀物と豆を食べる。精白された穀物などを制限する。トランス脂肪酸は心臓病のリスクとなるが、がんへの関与は知られていない。
5. 動物性食品 赤肉（牛・豚・羊）を制限し、加工肉（ハム、ベーコン、サラミ、燻製肉、熟成肉、塩蔵肉）は避ける。赤肉より、鶏肉や魚が推奨される。ゴール:赤肉は週300g以下に。推奨：赤肉は週500g以下に。乳製品は議論があるため推奨していない。
6. アルコール 男性は1日2杯、女性は1日1杯まで。
7. 保存、調理 ゴール：塩分摂取量を1日に5g以下に。推奨：塩辛い食べものを避ける。塩分摂取量を1日に6g以下に。カビのある穀物や豆を避ける。
8. サプリメント ゴール：サプリメントなしで栄養が満たせる。推奨：がん予防のためにサプリメントに頼らない。
9. 母乳哺育 6か月、母乳哺育をする。これは母親を主に乳がんから、子供を肥満や病気から守る。
10. がん治療後 がん治療を行ったなら、栄養、体重、運動について専門家の指導を受ける。

タバコの煙もがんの主因であると強調している。また、タバコとアルコールは相乗作用で発癌物質となる。

## アメリカ
1950年代、米国農務省が食品の消費状況を調査した結果、「栄養所要量」(RDA)を満たしていないことが分かり食生活の指針を作成した。4グループに分けられた食品からなる。グループは「牛乳」、「肉のグループ、魚、豆、ナッツ、2サービング以上（6オンス以上）」、「野菜と果物」、「パン・シリアル（全粒粉、栄養強化されたもの）」の4つである。
1968年7月、低所得層の飢えが社会問題になり、「栄養と所要量に関する上院特別委員会」 (Select Committee on Nutrition and Human Needs) の議長にジョージ・マクガバンが任命される。これはマクガバン委員会とも呼ばれる。
1969年、マクガバン委員会は病気と食生活に関する調査を開始し「食品、栄養と健康についてのホワイトハウス会議」（White House Conference on Food, Nutrition and Health）を開く。
1970年代 アメリカ心臓協会は、脂質を（全カロリーの）35%以下、飽和脂肪酸を10%以下に、コレステロールを300mg以下にすることを推奨した。
1977年2月、マクガバン委員会はこの年までに何度も公聴会を開き、そのまとめを「米国の食事目標」（Dietary Goals for the United States）として報告する。これはマクガバン報告、マクガバンレポートとも呼ばれる。報告にはハーバード大学公衆衛生大学院の栄養学の教授であるマーク・ヘグステッドも関わっている。（ヘグステッドは全国栄養協会(National Nutrition Consortium)の会長でもあった）10大死因のうち6つの病気が食生活に大きく関連することがわかり、栄養の問題は栄養不足だけではなくなった。そして、病気にならないための食生活の目標が6つ設定された。
1. 炭水化物の比率を（全カロリーの）55-60%に増やす。
2. 現在40%の脂質を30%に減らす
3. 飽和脂肪酸を10%に減らす。多価不飽和脂肪酸、一価不飽和脂肪酸を10%にする。
4. コレステロールを1日300mgに減らす。
5. 砂糖を15%に減らす。
6. 塩分を3gに減らす。

そのために、全粒穀物、果物、野菜、鶏肉、魚、低脂肪乳を増やし、肉類、バター、卵、脂肪、砂糖、塩分を減らすことも報告した。報告は議論を巻き起こし、畜産業界と砂糖業界は抗議し、全国家畜食肉委員会は特別委員会に24人の専門家の意見を送った。研究が十分でないものがあるという意見が多かった。
「米国の食事目標」と、その「補足見解」、1976年7月に「死に至る病に関する食事」（Diet Related to Killer Disease）として開始された公聴会は、2度の食肉と鶏卵の生産業界の見解を聞く公聴会と、疾患との関係に関したものとで全8回の公聴会が開催され、多くの業界、研究者、政府担当官の意見が寄せられ資料としても残された。
1977年12月、「米国の食事目標-第2版」として改訂版が出された。目標に「肥満にならないように消費カロリー分しかエネルギーを摂取しないようにする」が追加され、また変更点は以下であった。
1. 現在28%の複合炭水化物を48%に増やす。（炭水化物全体では砂糖と合計して58%となる）
2. 砂糖を10%に減らす。
3. 塩分を5gに減らす。
4. 飽和脂肪酸の摂取を減らすように肉類を選ぶ。
5. 閉経前の女性、幼児、高齢者は卵の栄養価を考慮してコレステロールの摂取量を減らす。

その後、科学研究を通して追認されていくが大部分は 「米国の食事目標」に似たものである。
以降、ハーバード大学公衆衛生大学院による、女性看護師の統計Nurses' Health Study(NHS)、男性医療従事者の同じような統計Health Professionals Follow-up Study(HPFS)といった、大規模なコホート研究が行われるようになる。
1978年、アメリカ心臓協会は「米国の食事目標」を支持する。
1979年アメリカ国立癌研究所は「米国の食事目標」に似た意見を発表する。「ヘルシーピープル」（Healthy People）という健康を改善するための10か年計画がはじまる。これは10年を区切りとして継続されていく。
1980年2月、米国農務省（USDA）と米国保健福祉省（HHS）は「アメリカ人のための食生活指針」（Dietary guidelines for Americans）として、病気を予防するための7つの指針を発表する。摂取を控えるという表現のかわりに、食べ過ぎないと表現を弱めたが、特に食肉業界からの抗議があった。以降、5年ごとに改訂されることになる。
1980年5月、全米科学アカデミーの下位組織であるNRC（National Research Council）は「健康的な食事を目指して」（Toward Healthful Diets）という報告で、健康であれば脂質やコレステロールの制限は必要ないとして食生活指針に反論した。しかし、報告書を作成した委員会が畜産業界から献金を受けていると批判されたので委員会の組織替えを行う。また、農務省の要職に畜産業界のロビイストが就任し「食生活指針」に関する研究を閉鎖するということがあった。
1982年、アメリカ国立癌研究所から食事とがんの関連の調査を依頼されていたNRCは「食生活、栄養とがん」（Diet, nutrition, and cancer）という報告書で、食生活指針に似たような意見を発表する。総脂肪はがんとの関連性が高いと考えられ、また脂肪の比率を30%にするというのは実行しやすい目標として示されているだけで、さらに減らしてもよいとしている。「20年前には禁煙というメッセージは、むしろ慎重な言葉として使われたのである。今日では、事実は明白であり、言葉の選択はあまり重要でなくなった。（中略）不幸なことに食物とがんとの関係について、確実な科学的見解を述べるのはまだ不可能である」と、食事の要因について根拠が十分でないという状況に言及している。畜産業界は脂質の目標を30%とすることに異議を立てたが受け入れられなかった。

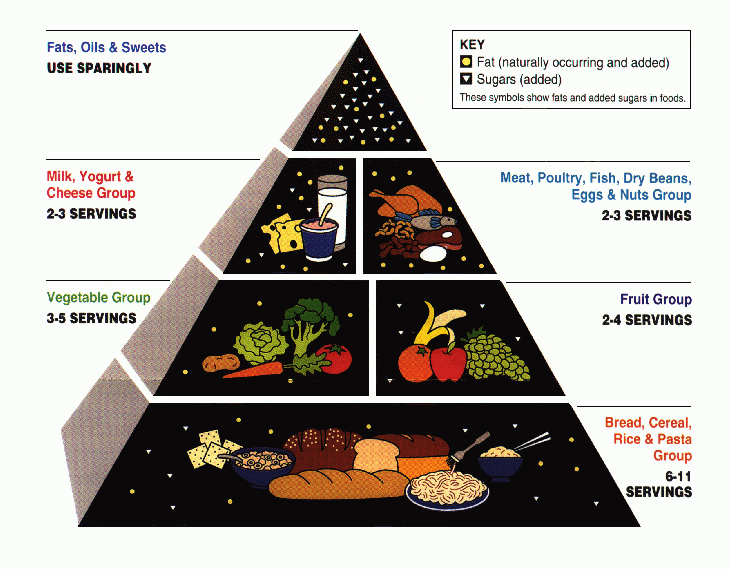
フードガイドピラミッド（1992年）。穀物に関する案内がなく、肉、鳥、魚、豆がひとまとめにされているといった問題点が指摘される。

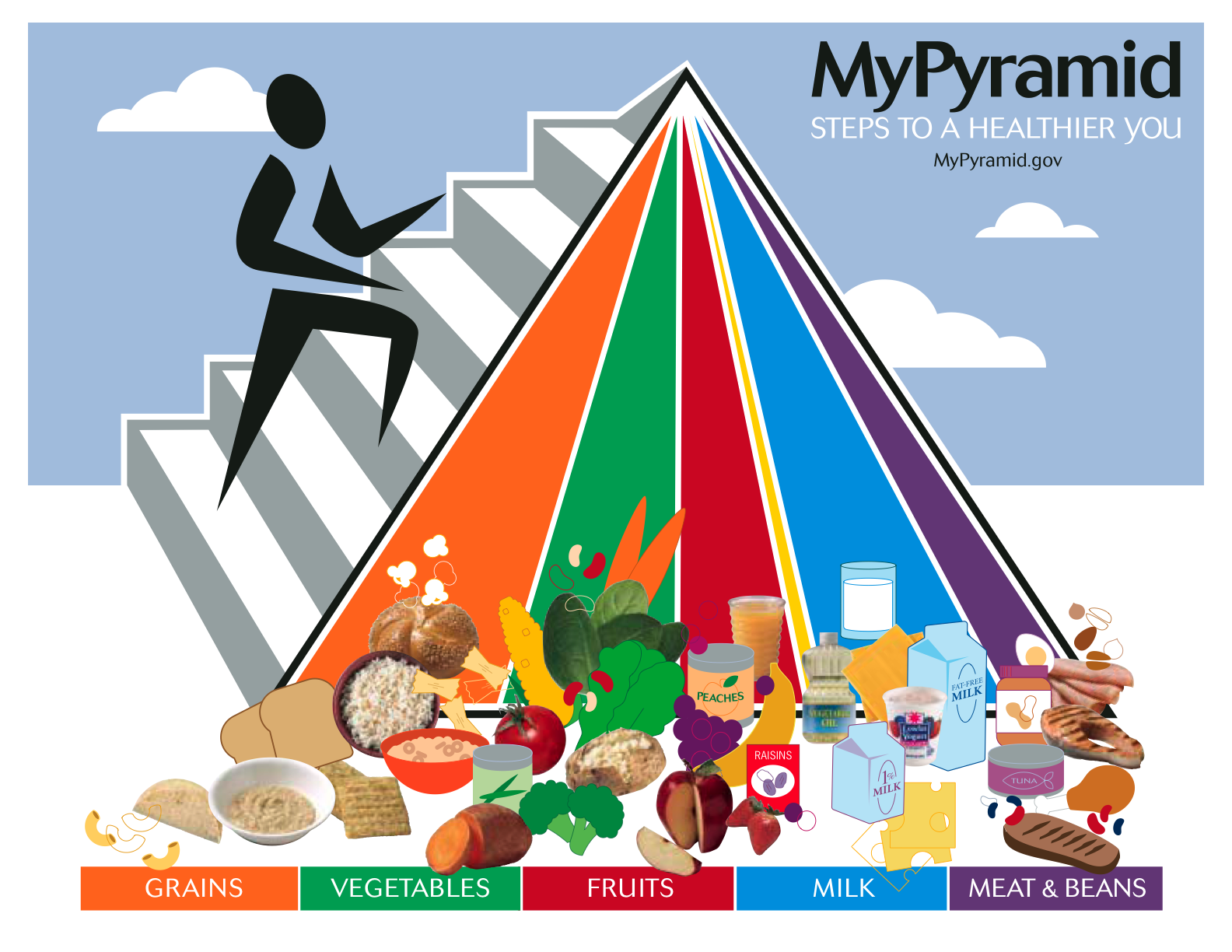
マイピラミッド（2006年）として更新された。示されるMyPryamid.govにアクセスすることなく解読することはできなくなった。

1985年、「アメリカ人のための食生活指針2版」。改訂委員会のメンバーの6人中5人が食品業界の関係者だったが、アメリカ心臓協会などの多くの団体による科学的な証拠があったために、食生活指針に大きな変更はなかった。
1988年から1989年まで、合計4つの報告書で、脂質と飽和脂肪酸の制限が優先課題であると、これまでの食生活指針が支持されるかたちになる。4つとは、保健福祉省のSurgeon General's report on Nutrition and Health ,1988、世界保健機関のHealthy nutrition:Preventing nutrition-related diseases in Europe,1988、NRCのDesigning Food,1988と『食事と健康』（Diet and Health,1989）である。あとはガイドラインを実行に移すだけだと考えられたが、引き続きロビー活動が続くことになる。
1990年、「アメリカ人のための食生活指針3版」。改訂委員会は食品業界と関連の薄い人物で組織されていた。脂質30%、飽和脂肪酸10%と変更はなかった。食べ過ぎないという表現は、脂肪の少ないものを選ぶ、2-3サービング、といった表現に変わり、抗議はなかった。
1991年4月、ピラミッド型のイラストが用意され出版される直前だったが、新しい農務省長官によって印刷が差し止められる。以降、このことがマスコミの話題の焦点になり、畜産業界の圧力だという批判が相次ぐ。
1992年8月、農務省がピラミッド型の「フードガイドピラミッド」を発表する。
1995年、「アメリカ人のための食生活指針4版」。飽和脂肪酸を避けること、菜食主義者に関する文章が加わるが抗議はなかった。肉のグループの最大量がこれまで6オンスだったものが9オンスになる。
2000年、「アメリカ人のための食生活指針5版」。砂糖の摂取はほどよい量になるようにするとされている。
2005年、「アメリカ人のための食生活指針2005年版-6版」。炭水化物の半分以上は全粒穀物にすべきだと量が指定される。「フードガイドピラミッド」が年齢性別に対応した「マイピラミッド」に変わる。砂糖業界はロビー活動によって、「健康のために賢明に炭水化物を選んでください」という不親切なガイドラインを提案した。砂糖業界のロビー活動のため「糖分のとりすぎを避ける」という記述が撤回されるようになると、ニューヨーク・タイムズ紙で報道されたが実現されなかった。砂糖が加えられた食品を制限するよう明記された。

マイプレート（2011年）として更新された。以前のマイピラミッドは短命だった。緑が野菜、赤が果物、オレンジが穀物、紫がタンパク質源、青が乳製品。

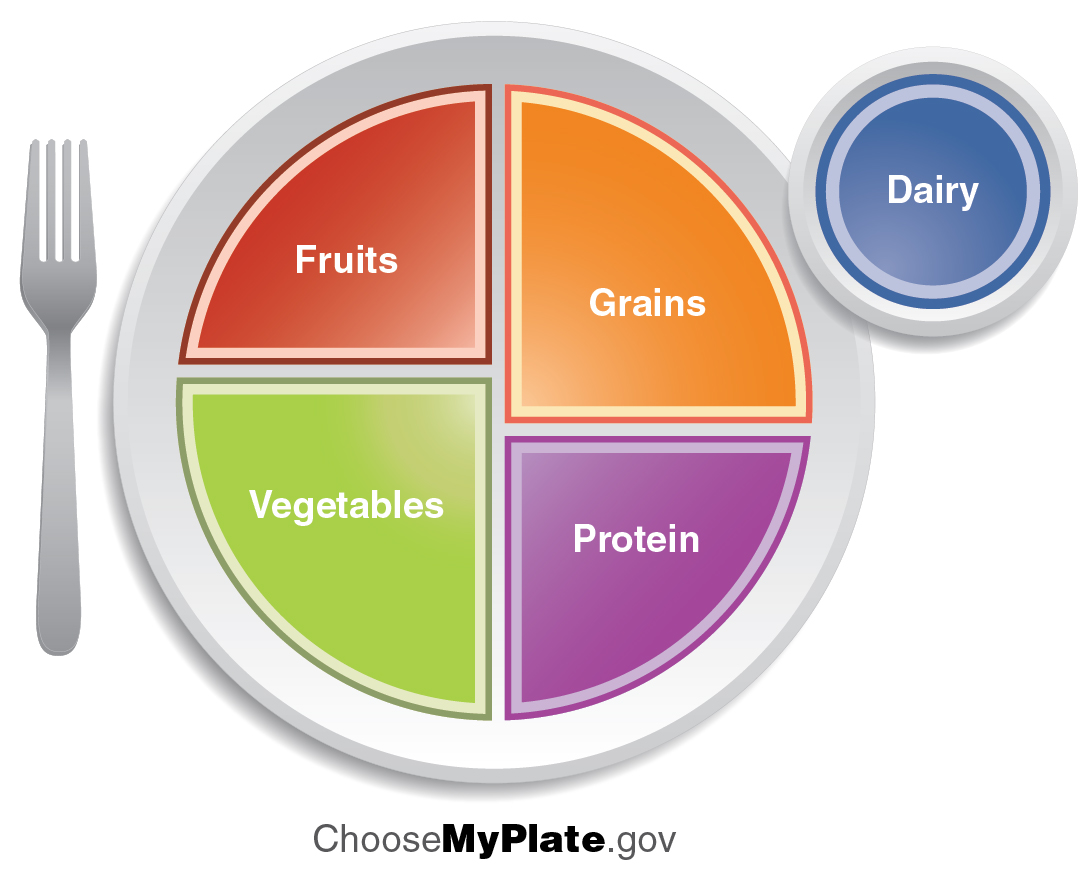
マイプレート。後に白背景となった。

2010年、「アメリカ人のための食生活指針2010年版」（Dietary Guidelines for Americans, 2010）が発表される。これは科学的根拠の強弱の概念を採用している。
2015年の食生活指針では、持続可能性（サステナビリティ）の概念が導入され人間の健康と天然資源を維持するために赤肉と乳製品の消費を抑えることに言及している。また脂肪の上限を撤廃した。2015年にも『米国医師会雑誌』で30%という勧告に異議が唱えられていた。コレステロールの目標量も撤廃された。飽和脂肪酸やトランス脂肪酸が心血管疾患のリスクを上げるが、他の脂肪ではリスクを下げるため、総脂肪量で推奨するのは的を得ていなかった。コレステロールは、飽和脂肪酸が少ない食事では安全である可能性がある。
低脂肪食#栄養学的な観点も参照。

### 問題点

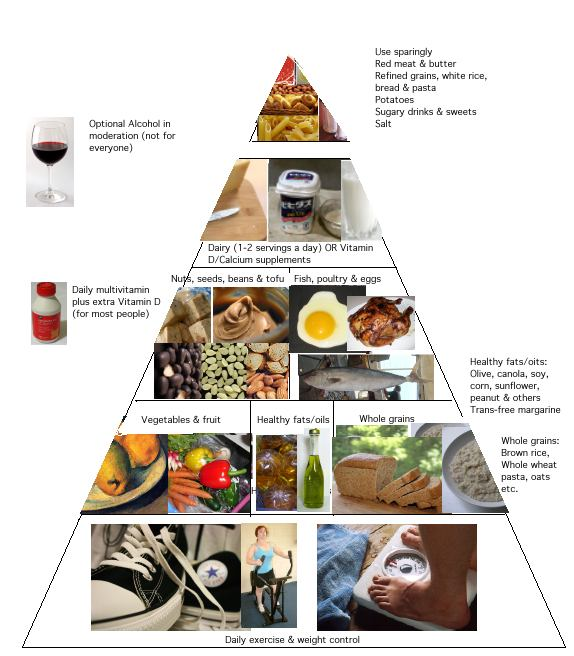
ヘルシーフードピラミッド（healthy eating pyramid）ハーバード大学

1988年のSurgeon General's report on Nutrition and Healthと、1995年の食生活指針の作成に関わったマリオン・ネスルは、肉や乳脂肪や砂糖を減らすという意味は、農産業の圧力によって乳製品を1日に2-3サービング選ぼう、砂糖の摂取がほどよい量になるように選ぼうといった表現に湾曲されてきたと報告している。肥満による医療費の高騰は、農産業の利益より国民の健康を促進する政策の根拠となる、業界との結び付きが小さくなるまでこうした問題は解決しないと提言している。国民にロビー活動の影響について教育をすることが必要である。
NHSやHPFSを指揮しているウォルター・ウィレットは、米国農務省は産業の影響が強いので、そういったことの関わりのない環境で食事ガイドラインを作成すべきだと指摘している。ウォルター・ウィレットは、疫学研究を反映したピラミッド型の食事ガイドを作成している。
米国農務省は農産業に乗っ取られているという報告がある。

### アメリカ心臓協会による2006年版の食と生活の勧告
2006年、アメリカ心臓協会は、心臓病と闘うための健康的な食事と生活スタイルを勧告している。
- 必要以上にカロリーを摂りすぎないようにし、体重を維持する。
- ほとんど毎日、少なくとも30分の適度な運動をする。
- 穀物の半分以上を精白されていない全粒穀物にし、様々な野菜と果物を食べる。毎日25グラムの食物繊維を目指す。
- 脂質は、全カロリーの25～35%までとし、大部分は一価不飽和脂肪酸と多価不飽和脂肪酸とする。
- 飽和脂肪酸とトランス脂肪酸を含む食物を、一価不飽和脂肪酸と多価不飽和脂肪酸を含む食物に替える。
- 飽和脂肪酸の摂取を制限するために、肉は皮が取り除かれていて脂肪の少ないものを選ぶ。また、低脂肪の乳製品を選ぶ。
- 少なくとも週2回は魚を食べる。魚の油は多価不飽和脂肪酸のω-3脂肪酸を含み、心臓疾患のリスク低下と相関関係がある。
- トランス脂肪酸を含むものを減らす。固形マーガリンを含む食べものや、フライドポテトを制限する。
- コレステロールは1日に300mg以下にする。
- 砂糖が加えられた飲食物は減らす。
- ナトリウム1日に2300mg未満にする。
- アルコールは男性1日2杯、女性1日1杯までにする。
- タバコをすわない。そして、タバコの煙に近づかない。